# Charles Pêtre
Charles Pêtre, - nato Charles Pette - (Metz, 27 marzo 1828 – Bourges, 30 ottobre 1907), è stato uno scultore francese, membro del movimento artistico noto come Scuola di Metz.

## Biografia
Charles Pêtre nacque a Metz nel 1828. Il suo vero cognome era Pette, ma lui lo fece cambiare in Pêtre a causa del significato ambiguo che il cognome originale aveva. Era figlio di Charles Augustin Pette, un commerciante di aceto, e Barbe Sibille.
Sin da bambino mostrò grande interesse per l'arte ed in particolare per la scultura: ebbe Émile Bouchotte, antico sindaco di Metz, come primo maestro, e nel 1844 entrò a far parte della Scuola municipale di disegno della città. Qui vinse varie esposizioni scolastiche, mettendosi in mostra per il suo talento e venendo premiato dalla città con una borsa di studio per l'École nationale supérieure des beaux-arts di Parigi, dove seguì i corsi di scultura di Armand Toussaint.

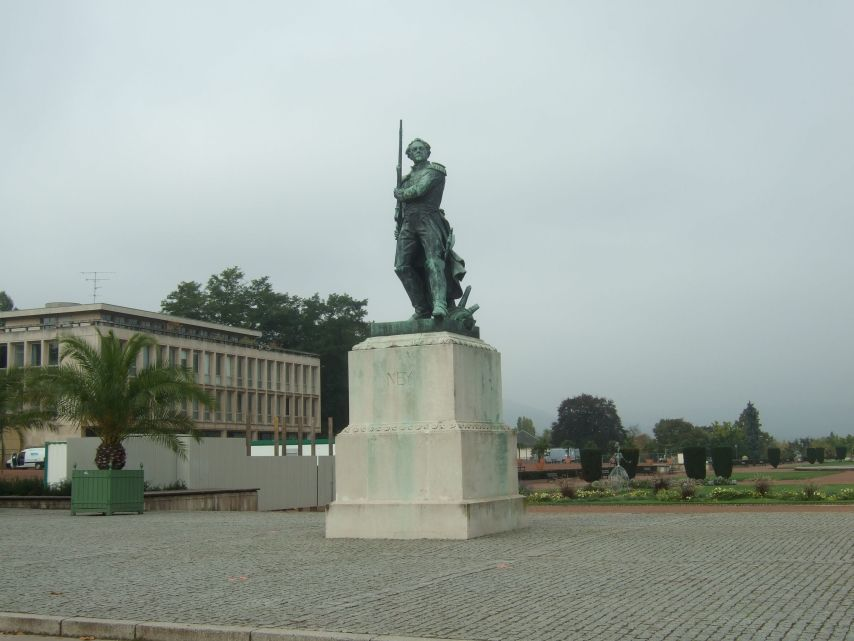
Monumento al maresciallo Ney, con alle spalle il giardino dell'Esplanade.

A Parigi, Pêtre vinse altri premi che gli valsero l'ammirazione dei suoi concittadini ed il riconoscimento di un'altra borsa di studio per proseguire la sua formazione nella capitale. In particolare, nel 1850 venne premiato per una scultura rappresentante l'addio di Teseo ad Arianna prima di sfidare il Minotauro.
Nel 1853 la municipalità e la prefettura di Metz decisero di comune accordo di far realizzare una statua in onore del maresciallo Michel Ney, la cui figura il Secondo Impero francese voleva riabilitare. Per l'opera venne scelto Pêtre, il quale concluse la scultura nel 1855. Questa venne poi inaugurata nel 1860 presso il giardino dell'Esplanade, e contribuì ad accrescere la fama di Pêtre.
Nel 1856 realizzò una statua in bronzo rappresentante Giovanna d'Arco per il comune di Neufchâteau, mentre nel 1858 decorò il frontone dell'Hôtel de la Préfecture di Metz e poi anche il frontone e alcune balaustre del Teatro dell'Opera di Metz, inserendovi alcune sculture rappresentati la Tragedia, l'Ispirazione, la Poesia lirica, la Commedia e la Musica.
La fama di Pêtre crebbe ulteriormente con la realizzazione, sempre a Metz, di una statua di Santo Stefano per l'omonima cattedrale. Partecipò anche all'Esposizione Universale di Metz nel 1861 ed espose alcune sue opere al Salon des artistes français di Parigi, ricevendo in entrambi i casi numerosi apprezzamenti.

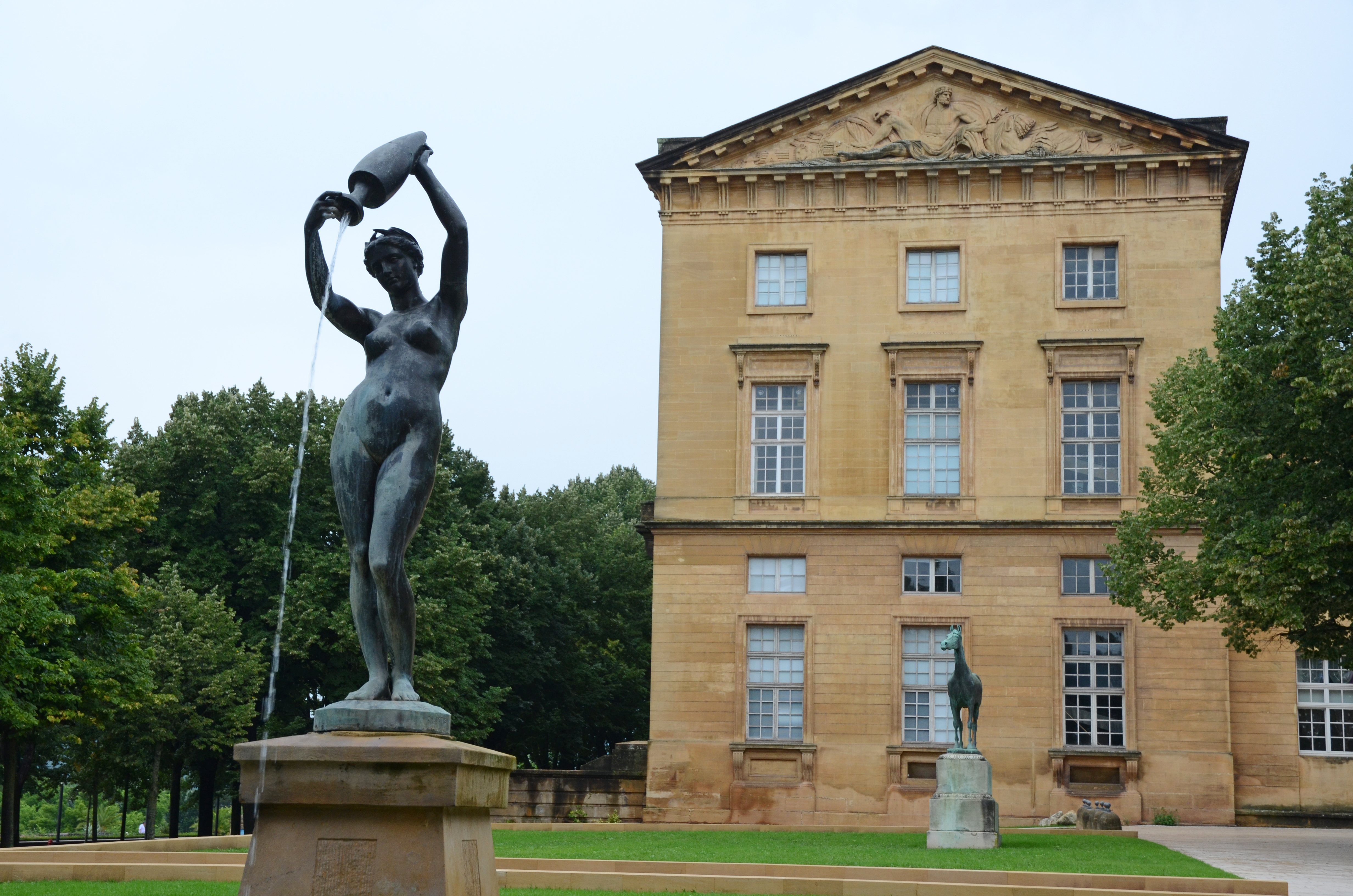
La Ninfa di Pêtre. Alle sue spalle si intravedono il Cavallo di bronzo di Fratin e il Palazzo di giustizia.

Sempre nel 1863, Pêtre tornò definitivamente a Metz, occupando la cattedra di insegnante di disegno e scultura presso l'accademia della città, e nel 1867 realizzò una nuova statua dell'antico re Luigi il Santo per place Saint-Louis, in sostituzione di quella precedente, deteriorata dal tempo. Due anni più tardi Pêtre creò una delle sue sculture più famose, La Ninfa, anche nota come La Fonte, che insieme alla statua del maresciallo Ney, sempre di Pêtre, e al Cavallo di bronzo di Christophe Fratin, è uno dei simboli dell'Esplanade di Metz. La scultura, in bronzo, suscitò un piccolo scandalo a causa della rappresentazione della ninfa completamente nuda, al punto che alcuni cittadini ne richiesero la rimozione, firmando una petizione. Tuttavia una contropetizione, firmata da molti più cittadini, convinse la municipalità a mantenere la statua lì dove era stata posta.
Nel 1870 la moglie di Pêtre, Hortense Carré, morì, e per lei l'artista realizzò dei medaglioni in bronzo in cui ne era raffigurato il viso e che ornano ancor oggi la sua tomba presso il cimitero dell'Est. Nel 1871, a seguito dell'annessione di Metz all'Impero tedesco, Pêtre lasciò Metz per Nancy, lavorando come professore di scultura e continuando contemporaneamente la sua opera di artista. Nel 1875 scolpì a Lunéville un monumento in memoria dei caduti nel conflitto contro la Prussia del 1870, e nel 1876 realizzò una scultura raffigurante la principessa Amalia di Sassonia-Weimar-Eisenach dei Paesi Bassi a Lussemburgo.
Nel 1881 si trasferì a Bourges, dove diresse l'École nationale supérieure d'art. Proprio a Bourges Pêtre morì nel 1907.

## Opere
- Monumento al Maresciallo Ney, Metz, giardino dell'Esplanade, 1855;
- Monumento a Giovanna d'Arco, Neufchâteau, 1856;
- Monumento a Don Calmet, Commercy, 1863;
- Monumento a Santo Stefano, Metz, Cattedrale di Metz, 1864;
- Monumento a Luigi IX di Francia, Metz, place Saint-Louis, 1867;
- La Ninfa, Metz, giardino dell'Esplanade, 1869;
- Monumento ai caduti nella Guerra franco-prussiana, Lunéville, 1875;
- Monumento alla principessa dei Paesi Bassi, Lussemburgo, parco municipale di Lussemburgo, 1876.